# Chimaphila monticola
Chimaphila monticola är en ljungväxtart. Chimaphila monticola ingår i släktet rylar, och familjen ljungväxter.

## Underarter
Arten delas in i följande underarter:
- C. m. monticola
- C. m. taiwaniana